# Tinea chlorospora
Tinea chlorospora är en fjärilsart som beskrevs av Edward Meyrick 1924. Tinea chlorospora ingår i släktet Tinea och familjen äkta malar.
Artens utbredningsområde är Fiji. Inga underarter finns listade i Catalogue of Life.